# Coupe du Japon féminine de volley-ball
La Coupe du Japon de volley-ball féminin est organisée par la Fédération japonaise de volley-ball (JVA), elle a été créée en 2007. Elle porte le nom de Coupe de l'Impératrice (en japonais 天皇杯・皇后杯全日本バレーボール選手権大会, てんのうはい・こうごうはいぜんにほん―せんしゅけんたいかい, Tennōhai Kōgōhai Zennihon Barēbōru Senshuken Taikai).

## Palmarès
| Année | Lieu     | Vainqueur                  | Score                                     | Finaliste                  |
| ----- | -------- | -------------------------- | ----------------------------------------- | -------------------------- |
| 2007  | Kawasaki | Toray Arrows               | 3 - 0 (25-21, 25-14, 25-10)               | Hisamitsu Springs          |
| 2008  | Kawasaki | Toyota Auto Body Queenseis | 3 - 0 (25-16, 25-17, 25-20)               | Pioneer Red Wings          |
| 2009  | Tokyo    | Hisamitsu Springs          | 3 - 2 (18-25, 25-12, 25-10, 21-25, 15-12) | Denso Airybees             |
| 2010  | Tokyo    | Denso Airybees             | 3 - 2 (21-25, 21-25, 25-22, 25-17, 15-13) | Toray Arrows               |
| 2011  | Tokyo    | Toray Arrows               | 3 - 1 (21-25, 27-25, 25-21, 25-23)        | Toyota Auto Body Queenseis |
| 2012  | Tokyo    | Hisamitsu Springs          | 3 - 1 (17-25, 25-23, 25-22, 25-19)        | Toray Arrows               |
| 2013  | Tokyo    | Hisamitsu Springs          | 3 - 0 (25-22, 26-24, 25-16)               | Okayama Seagulls           |
| 2014  | Tokyo    | Hisamitsu Springs          | 3 - 0 (25-19, 25-13, 25-23)               | Hitachi Rivale             |
| 2015  | Tokyo    | Hisamitsu Springs          | 3 - 0 (25-13, 25-21, 25-22)               | NEC Red Rockets            |
| 2016  | Tokyo    | Hisamitsu Springs          | 3 - 0 (25-16, 25-18, 25-17)               | Hitachi Rivale             |
| 2017  | Tokyo    | Toyota Auto Body Queenseis | 3 - 2 (25-27, 25-21, 25-23, 14-25, 16-14) | Denso Airybees             |

## Palmarès par club
| Cl. | Club                       | Titres | Années de titres                   |
| --- | -------------------------- | ------ | ---------------------------------- |
| 1   | Hisamitsu Springs          | 6      | 2009, 2012, 2013, 2014, 2015, 2016 |
| 2   | Toray Arrows               | 2      | 2007, 2011                         |
| 3   | Toyota Auto Body Queenseis | 2      | 2008, 2017                         |
| 4   | Denso Airybees             | 1      | 2010                               |